# 酋耳
酋耳，是中国传说的妖怪，形态如老虎，尾巴和身体一样长，不会捕食活的动物，但是看到虎豹就会改变态度去袭击杀死。会猎捕虎豹而食。在《三才图会》中，被认为是王者威势遍及四夷之际才会出现的野兽

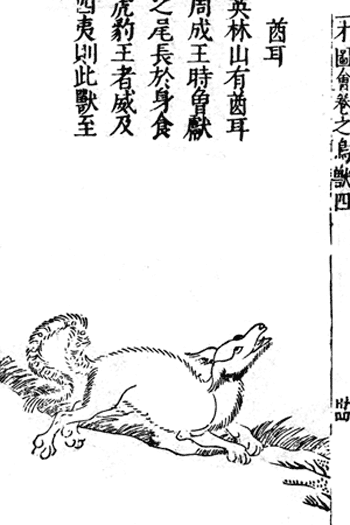
『三才图会』的「酋耳」

## 出处
明 郎瑛《七修类稿·事物四·虎》：“据是，则世间所见者皆彪，大於彪者为酋耳，小於彪者方为虎也。”
唐 张鷟《朝野佥载》卷二：“ 天后 中， 涪州 武龙 界多虎暴。有一兽似虎而绝大，日正中，逐一虎直入人家，噬杀之，亦不食其肉。自是县界不复有虎矣。録奏，检《瑞图》乃酋耳。”
《逸周书·王会》：“酋耳者，身若虎豹，尾长参其身，食虎豹。”

## 脚注
1. ↑  寺島良安 『和漢三才図会』6、島田勇雄・竹島純夫・樋口元巳訳注、平凡社〈東洋文庫〉、1986年、398頁。
2. ↑  『逸周書』王會　「酋耳者、身若虎豹、尾長参其身、食虎豹」
3. ↑  小川琢治 『支那古代地理学史』 岩波書店 1933年 16頁